# Bernardo II di Sassonia-Meiningen
Bernardo II Enrico Freund di Sassonia-Meiningen (Meiningen, 17 dicembre 1800 – Meiningen, 3 dicembre 1882) è stato duca di Sassonia-Meiningen dal 1803 al 1866.

## Biografia

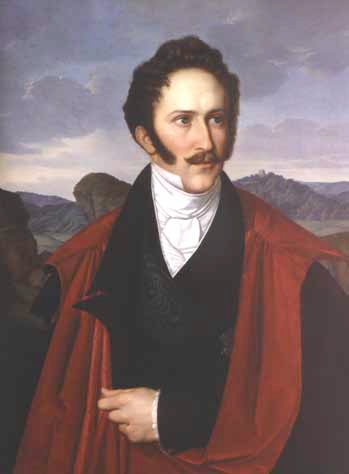
Ritratto di Bernardo II di Sassonia-Meiningen.

Bernardo era l'unico figlio di Giorgio I di Sassonia-Meiningen e della sua prima moglie, Luisa Eleonora di Hohenlohe-Langenburg.
All'improvvisa morte del padre quando Bernardo aveva appena tre anni (1803), egli venne chiamato a succedergli sotto la tutela della madre, la duchessa Luisa Eleonora che rivestì il ruolo di reggente sino alla maggiore età del figlio, nel 1821.
Il 12 novembre 1826, dopo al distribuzione dei territori di famiglia del Ducato di Sassonia-Gotha-Altenburg, Bernardo II ricevette Hildburghausen, Saalfeld, Themar, Kamburg e Kranichfeld, raddoppiando praticamente i territori paterni ed aumentando notevolmente la popolazione del suo stato.
Come amministratore del suo stato fu particolarmente attento alle esigenze del suo popolo. Viaggiò in Inghilterra dove sua sorella Adelaide dal 1830 era divenuta regina e venne fortemente influenzato dal fenomeno del parlamentarismo inglese nel prendere diverse decisioni in materia economica, riuscendo così a far risorgere il proprio ducato recuperando denaro utile alla comunità, col quale costruì tra l'altro il teatro ducale di Meiningen. Per volontà del cognato, Bernardo venne incluso nei cavalieri dell'Ordine della Giarrettiera nel 1830. Nel 1848 concesse la costituzione su pressione del suo popolo.
Uomo gentile ed attaccato alla famiglia ed alla casata, Bernardo viene ricordato come un ottimo padre di famiglia. Nella guerra austro-prussiana, si schierò con gli Asburgo. Quando gli Asburgo persero la guerra, questo costò il Ducato a Bernardo. Il 20 settembre 1866, Bernardo dovette abdicare in favore del figlio, Giorgio. Trascorse il resto dei suoi giorni da privato cittadino.

## Matrimonio ed eredi
A Kassel il 23 marzo 1825, Bernardo II sposò Maria Federica d'Assia-Kassel, figlia di Guglielmo II d'Assia-Kassel, da cui ebbe due figli:
- Giorgio II, Duca di Sassonia-Meiningen (1826-1914), sposò Carlotta di Prussia (1831-1855) e, in seconde nozze Feodora di Hohenlohe-Langenburg e, in terze nozze Ellen Franz;
- Principessa Augusta Luisa Adelaide Carolina Ida (1843-1919), sposò Maurizio di Sassonia-Altenburg.

## Ascendenza
|                                           |                               |                                               | Genitori                                   |  |  | Nonni |  |  | Bisnonni                         |  |  | Trisnonni                             |  |
|                                           |                               |                                               |                                            |  |  |       |  |  | Bernardo I di Sassonia-Meiningen |  |  | Ernesto I di Sassonia-Gotha-Altenburg |  |
|                                           |                               |                                               |                                            |  |  |       |  |  | Bernardo I di Sassonia-Meiningen |  |  | Ernesto I di Sassonia-Gotha-Altenburg |  |
|                                           |                               | Elisabetta Sofia di Sassonia-Altenburg        |                                            |  |  |       |  |  | Bernardo I di Sassonia-Meiningen |  |  |                                       |  |
| Antonio Ulrico di Sassonia-Meiningen      |                               |                                               |                                            |  |  |       |  |  | Bernardo I di Sassonia-Meiningen |  |  |                                       |  |
|                                           |                               | Elisabetta Eleonora di Brunswick-Wolfenbüttel | Antonio Ulrico di Brunswick-Lüneburg       |  |  |       |  |  |                                  |  |  |                                       |  |
|                                           |                               | Elisabetta Eleonora di Brunswick-Wolfenbüttel | Antonio Ulrico di Brunswick-Lüneburg       |  |  |       |  |  |                                  |  |  |                                       |  |
|                                           |                               | Elisabetta Eleonora di Brunswick-Wolfenbüttel | Giuliana di Holstein-Norburg               |  |  |       |  |  |                                  |  |  |                                       |  |
| Giorgio I di Sassonia-Meiningen           |                               | Elisabetta Eleonora di Brunswick-Wolfenbüttel |                                            |  |  |       |  |  |                                  |  |  |                                       |  |
|                                           |                               | Carlo I d'Assia-Philippsthal                  | Filippo d'Assia-Philippsthal               |  |  |       |  |  |                                  |  |  |                                       |  |
|                                           |                               | Carlo I d'Assia-Philippsthal                  | Filippo d'Assia-Philippsthal               |  |  |       |  |  |                                  |  |  |                                       |  |
|                                           |                               | Carlo I d'Assia-Philippsthal                  | Caterina di Solms-Laubach                  |  |  |       |  |  |                                  |  |  |                                       |  |
| Carlotta Amalia d'Assia-Philippsthal      |                               | Carlo I d'Assia-Philippsthal                  |                                            |  |  |       |  |  |                                  |  |  |                                       |  |
|                                           |                               | Cristina di Sassonia-Eisenach                 | Giovanni Guglielmo di Sassonia-Eisenach    |  |  |       |  |  |                                  |  |  |                                       |  |
|                                           |                               | Cristina di Sassonia-Eisenach                 | Giovanni Guglielmo di Sassonia-Eisenach    |  |  |       |  |  |                                  |  |  |                                       |  |
|                                           |                               | Cristina di Sassonia-Eisenach                 | Cristina Giuliana di Baden-Durlach         |  |  |       |  |  |                                  |  |  |                                       |  |
| Bernardo II di Sassonia-Meiningen         |                               | Cristina di Sassonia-Eisenach                 |                                            |  |  |       |  |  |                                  |  |  |                                       |  |
|                                           | Luigi di Hohenlohe-Langenburg | Alberto Volfango di Hohenlohe-Langenburg      |                                            |  |  |       |  |  |                                  |  |  |                                       |  |
|                                           | Luigi di Hohenlohe-Langenburg | Alberto Volfango di Hohenlohe-Langenburg      |                                            |  |  |       |  |  |                                  |  |  |                                       |  |
|                                           | Luigi di Hohenlohe-Langenburg | Sofia Amalia di Nassau-Saarbrücken            |                                            |  |  |       |  |  |                                  |  |  |                                       |  |
| Cristiano Alberto di Hohenlohe-Langenburg | Luigi di Hohenlohe-Langenburg |                                               |                                            |  |  |       |  |  |                                  |  |  |                                       |  |
|                                           |                               | Eleonora di Nassau-Saarbrücken                | Luigi Crato di Nassau-Saarbrücken          |  |  |       |  |  |                                  |  |  |                                       |  |
|                                           |                               | Eleonora di Nassau-Saarbrücken                | Luigi Crato di Nassau-Saarbrücken          |  |  |       |  |  |                                  |  |  |                                       |  |
|                                           |                               | Eleonora di Nassau-Saarbrücken                | Filippa Enrichetta di Hohenlohe-Langenburg |  |  |       |  |  |                                  |  |  |                                       |  |
| Luisa Eleonora di Hohenlohe-Langenburg    |                               | Eleonora di Nassau-Saarbrücken                |                                            |  |  |       |  |  |                                  |  |  |                                       |  |
|                                           |                               | Federico Carlo di Stolberg-Gedern             | Ludovico Cristiano di Stolberg             |  |  |       |  |  |                                  |  |  |                                       |  |
|                                           |                               | Federico Carlo di Stolberg-Gedern             | Ludovico Cristiano di Stolberg             |  |  |       |  |  |                                  |  |  |                                       |  |
|                                           |                               | Federico Carlo di Stolberg-Gedern             | Cristina di Meclemburgo-Güstrow            |  |  |       |  |  |                                  |  |  |                                       |  |
| Carolina di Stolberg-Gedern               |                               | Federico Carlo di Stolberg-Gedern             |                                            |  |  |       |  |  |                                  |  |  |                                       |  |
|                                           |                               | Luisa di Nassau-Saarbrücken                   | Luigi Crato di Nassau-Saarbrücken          |  |  |       |  |  |                                  |  |  |                                       |  |
|                                           |                               | Luisa di Nassau-Saarbrücken                   | Luigi Crato di Nassau-Saarbrücken          |  |  |       |  |  |                                  |  |  |                                       |  |
|                                           |                               | Luisa di Nassau-Saarbrücken                   | Filippa Enrichetta di Hohenlohe-Langenburg |  |  |       |  |  |                                  |  |  |                                       |  |
|                                           |                               | Luisa di Nassau-Saarbrücken                   |                                            |  |  |       |  |  |                                  |  |  |                                       |  |